# Đồng Văn (phường)
Đồng Văn là một phường thuộc tỉnh Ninh Bình, Việt Nam.

## Địa lý
Đồng Văn nằm cách phường Hoa Lư - trung tâm tỉnh lỵ Ninh Bình 51 km về phía Bắc, có vị trí địa lý:
- Phía tây giáp phường Duy Hà.
- Phía đông giáp phường Duy Tân.
- Phía nam giáp phường Tiên Sơn và phường Duy Tiên.
- Phía bắc giáp xã Đại Xuyên của thành phố Hà Nội, có ranh giới tự nhiên là sông Châu Giang.

Phường Đồng Văn	có diện tích:	18,88	km², 	dân số:	34.484	người, mật độ dân số: 	1826	người/km². 	Đây là đơn vị có diện tích xếp thứ:	114	, số dân xếp thứ: 	44	và mật độ dân số xếp thứ: 	18	ở Ninh Bình.
Phường này nằm trên quốc lộ 1, Quốc lộ 38, Đường cao tốc Bắc – Nam.

## Lịch sử
Theo Nghị quyết số 1674/NQ-UBTVQH15 ngày 16/6/2025 về sắp xếp các đơn vị hành chính cấp xã của tỉnh Ninh Bình năm 2025, Sắp xếp toàn bộ diện tích tự nhiên, quy mô dân số của các phường Bạch Thượng, Yên Bắc và Đồng Văn thành phường mới có tên gọi là phường Đồng Văn.